# Juan García Esquivel
Juan García Esquivel (* 13. Januar 1918 in Tampico, Mexiko; † 3. Januar 2002 in Jiutepec, Bundesstaat Morelos, Mexiko), häufig nur Esquivel genannt, war ein in den 1950er und 1960er Jahren bekannter mexikanischer Musiker, Bandleader und Filmkomponist. Er wurde in den 1990er Jahren zusammen mit der Exotica und Lounge-Musik wiederentdeckt und gilt als The King of Space Age Pop.

## Leben und Werk
Mit sechs Jahren begann er autodidaktisch Klavier zu spielen. Seine Familie zog 1928 von Tampico nach Mexiko-Stadt. Bereits im Alter von 14 Jahren spielte er im Radio live, und mit 18 Jahren gründete er seine erste Band. Ab 1940 vertonte er täglich Radioshows. 1958 zog er in die USA und pendelte mit Bigband-Formationen zwischen Los Angeles, Las Vegas und New York hin und her. Seine Musik war für diese Zeit allerdings zu extravagant, und er hatte damit kommerziell keinen großen Erfolg.
Ab 1962 hatte er eine kleine Band aus sechs Musikern und vier Sängerinnen, mit der er bis 1976 regelmäßig in Las Vegas gastierte. 1978 kehrte er nach Mexiko zurück. In den letzten Jahren seines Lebens war er nach einem Bruch der Hüfte gehunfähig und lebte zurückgezogen in Cuernavaca. „Other Worlds Other Sounds“ mit den Randy Van Horne Singers wurde aufgenommen in die legendäre Wireliste The Wire’s „100 Records That Set the World on Fire (While No One Was Listening)“.

## Diskografie
- Las Tandas de Juan Garcia Esquivel (1956)
- Cabaret Tragico (1957)
- To Love Again (1957)
- Other Worlds Other Sounds (1958)
- Four Corners of the World (1958)
- Exploring New Sounds in Hi-Fi/Stereo (1958)
- The Ames Brothers: Hello Amigos (1959)
- Strings Aflame (1959)
- The Living Strings: In a Mellow Mood (1959)
- Infinity in Sound, Vol. 1 (1960)
- Infinity in Sound, Vol. 2 (1961)
- More of Other Worlds Other Sounds (1962)
- Latin-Esque (1962)
- The Genius of Esquivel (1967)
- 1968 Esquivel!! (1968)
- Burbujas (1979)
- Odisea Burbujas (1980)
- Vamos al Circo (1981)
- Music From a Sparkling Planet (1995)
- Merry Christmas from the Space-Age Bachelor Pad (1996)
- See It in Sound (1998)

## Filmografie
- 1939: United But Not Mixed (als Pianist)[1]
- 1942: Aventuras de Cucuruchito y Pinocho
- 1957: La locura del rock 'n roll[1]
- 1958: Cabaret Tragico (als Pianist)[1]